# Càncer de laringe

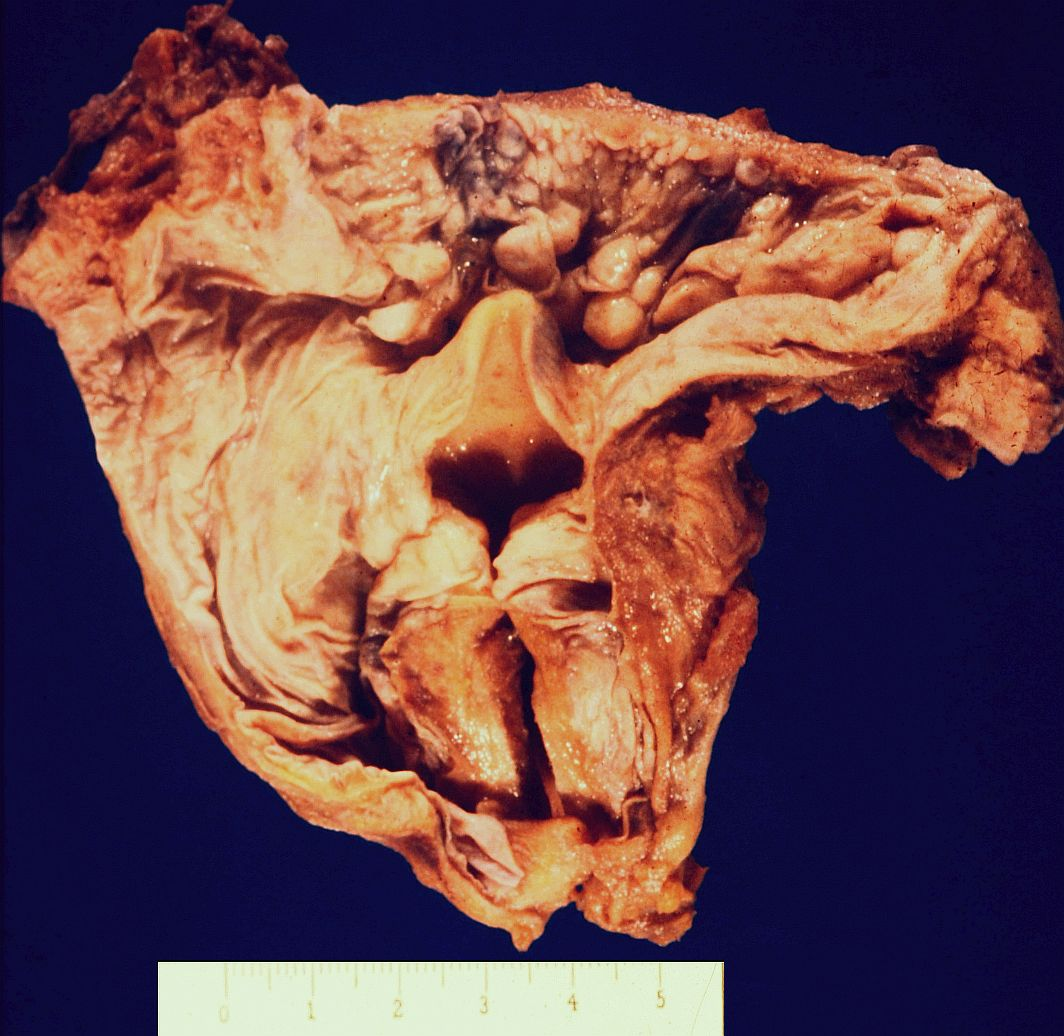
Carcinoma laríngic

El càncer de laringe és un càncer que es pot desenvolupar en qualsevol part de la laringe, però la taxa de curació es veu afectada per la ubicació del tumor.
La majoria dels càncers de laringe són carcinomes de cèl·lules escatoses, el que reflecteix el seu origen en l'epiteli de la laringe.
Per efectes de classificació del tumor, la laringe es divideix en tres regions anatòmiques: 
- Glotis: cordes vocals veritables, comissures anterior i posterior
- Supraglotis: epiglotis, aritenoides i plecs aritenoepiglòtics i cordes falses
- Subglotis.

La majoria dels càncers de laringe s'originen en la glotis. Els càncers supraglòtics són menys freqüents i els subglòtics encara ho són menys.
El càncer de laringe pot propagar-se per extensió directa a les estructures adjacents, per metàstasis als ganglis de la regió cervical, o més distant, a través del torrent sanguini. La metàstasi a pulmó és freqüent.
A Girona, la incidència percentual sobre el total de càncers és del 1,3%.
A Catalunya, té una taxa de supervivència a cinc anys per a homes al voltant del 66%.
A Catalunya, les taxes de mortalitat (x 100.000 hab.; i en % sobre el total de càncers per sexe; estandarditzades segons sexe, 2018) són: 0,18 dones; 3,68 homes; 1,77 total; 0,16% en dones; 1,56% en homes.